# Circoscrizione Basilicata (Senato della Repubblica)
La circoscrizione Basilicata è una circoscrizione elettorale italiana per l'elezione del Senato della Repubblica.

## Storia
La circoscrizione elettorale venne istituita, con altre 19, per le prime elezioni del Senato della Repubblica, tramite Legge del 6 febbraio 1948, n. 29 in ottemperanza alla Costituzione della Repubblica Italiana che prescrive, all'art. 57, che «il Senato della Repubblica è eletto a base regionale». Fu suddivisa in 6 collegi di lista, in base al D.P.R. del 6 febbraio 1948, n. 30.
In rispetto del suddetto articolo, la circoscrizione venne riconfermata in seguito in tutte le leggi elettorali inerenti al Senato della Repubblica.
La Legge 4 agosto 1993, n. 276 modificò il territorio suddividendolo in 5 collegi uninominali, in base al D.Lgs. del 20 dicembre 1993 n. 535. I suddetti collegi vennero aboliti dalla Legge del 21 dicembre 2005, n. 270.
L'attuale Legge 3 novembre 2017, n. 165, ha ricreato nel territorio della circoscrizione collegi uninominali e collegi plurinominali che devono essere determinati dal governo tramite decreto legislativo.

## Territorio
Il territorio della circoscrizione corrisponde, fin dalla sua istituzione, a quello della regione Basilicata.

## Seggi
Per l'attribuzione dei seggi spettanti ad ogni regione, bisogna ottemperare anche in questo caso alla Costituzione della Repubblica Italiana la quale prescriveva, alla data di promulgazione del 1948, che «Nessuna Regione può avere un numero di senatori inferiore a sei. La Valle d’Aosta ha un solo senatore», modificata poi con la Legge costituzionale 9 febbraio 1963, n. 2 che recita «Nessuna Regione può avere un numero di senatori inferiori a sette; il Molise ne ha due, la Valle d’Aosta uno.»
Partendo da un minimo costituzionale di sei seggi per regione, divenuti poi sette, la ripartizione dei seggi spettanti alla circoscrizione viene effettuata in proporzione alla popolazione delle Regioni, quale risulta dall'ultimo censimento generale, sulla base dei quozienti interi e dei più alti resti.

## Dal 1948 al 1993
In base alla legge in vigore dal 1948, essenzialmente proporzionale, i partiti presentavano in ogni circoscrizione un candidato per ogni collegio. All'interno di ciascun collegio, veniva eletto senatore il candidato che avesse raggiunto il quorum del 65% delle preferenze. Qualora nessun candidato avesse conseguito l'elezione, i voti di tutti i candidati venivano raggruppati nelle liste di partito a livello regionale, dove i seggi venivano allocati utilizzando il metodo D'Hondt delle maggiori medie statistiche e quindi, all'interno di ciascuna lista, venivano dichiarati eletti senatori i candidati con le migliori percentuali di preferenza.

### Collegi elettorali
- Matera
- Tricarico
- Potenza
- Corleto Perticara
- Lagonegro
- Melfi

### I Legislatura
Nessun candidato nei collegi uninominali raggiunse il quorum del 65% dei voti per essere eletto automaticamente; i seggi vennero pertanto assegnati proporzionalmente ai voti ricevuti.
| Partito                            | Partito                            | Risultati 18 aprile 1948 | Risultati 18 aprile 1948 | Risultati 18 aprile 1948 | Seggi | Seggi |
| Partito                            | Partito                            | Voti                     | %                        | ±                        | Num   | ±     |
| ---------------------------------- | ---------------------------------- | ------------------------ | ------------------------ | ------------------------ | ----- | ----- |
|                                    | Democrazia Cristiana               | 123 057                  | 49,01                    | n.d.                     | 3     | n.d.  |
|                                    | Fronte Democratico Popolare        | 63 394                   | 25,25                    | n.d.                     | 2     | n.d.  |
|                                    | Unità Socialista                   | 31 218                   | 12,43                    | n.d.                     | 1     | n.d.  |
|                                    | Indipendenti                       | 21 062                   | 8,39                     | n.d.                     | 0     | n.d.  |
|                                    | Blocco Nazionale                   | 9 878                    | 3,93                     | n.d.                     | 0     | n.d.  |
|                                    | Partito Nazionale Monarchico       | 2 474                    | 0,99                     | n.d.                     | 0     | n.d.  |
|                                    |                                    |                          |                          |                          |       |       |
| Iscritti                           | Iscritti                           | 289 700                  | 100,00                   |                          |       |       |
| ↳ Votanti (% su iscritti)          | ↳ Votanti (% su iscritti)          | 267 354                  | 92,29                    | n.d.                     |       |       |
| ↳ Voti validi (% su votanti)       | ↳ Voti validi (% su votanti)       | 251 083                  | 93,91                    |                          |       |       |
| ↳ Schede non valide (% su votanti) | ↳ Schede non valide (% su votanti) | 16 271                   | 6,09                     |                          |       |       |
| ↳ Astenuti (% su iscritti)         | ↳ Astenuti (% su iscritti)         | 22 346                   | 7,71                     |                          |       |       |

| Eletti | Eletti                     |
| ------ | -------------------------- |
|        | Raffaele Ciasca            |
|        | Domenico Antonio Schiavone |
|        | Mario Zotta                |
|        | Vincenzo Milillo           |
|        | Ernesto Troiano            |
|        | Luigi Rocco                |

### II Legislatura
| Partito                            | Partito                            | Risultati 07 giugno 1953 | Risultati 07 giugno 1953 | Risultati 07 giugno 1953 | Seggi | Seggi |
| Partito                            | Partito                            | Voti                     | %                        | ±                        | Num   | ±     |
| ---------------------------------- | ---------------------------------- | ------------------------ | ------------------------ | ------------------------ | ----- | ----- |
|                                    | Democrazia Cristiana               | 96 587                   | 35,64                    | n.d.                     | 3     | n.d.  |
|                                    | Partito Comunista Italiano         | 43 856                   | 16,18                    | n.d.                     | 2     | n.d.  |
|                                    | Partito Nazionale Monarchico       | 31 818                   | 11,74                    | n.d.                     | 1     | n.d.  |
|                                    | Movimento Sociale Italiano         | 22 174                   | 8,18                     | n.d.                     | 0     | n.d.  |
|                                    | Partito Socialista Italiano        | 21 284                   | 7,85                     | n.d.                     | 0     | n.d.  |
|                                    | Partito Liberale Italiano          | 7 048                    | 2,60                     | n.d.                     | 0     | n.d.  |
|                                    | Altri gruppi                       | 48 235                   | 17,80                    | n.d.                     | 0     | n.d.  |
|                                    |                                    |                          |                          |                          |       |       |
| Iscritti                           | Iscritti                           | 309 390                  | 100,00                   |                          |       |       |
| ↳ Votanti (% su iscritti)          | ↳ Votanti (% su iscritti)          | 288 486                  | 93,24                    | n.d.                     |       |       |
| ↳ Voti validi (% su votanti)       | ↳ Voti validi (% su votanti)       | 271 002                  | 93,94                    |                          |       |       |
| ↳ Schede non valide (% su votanti) | ↳ Schede non valide (% su votanti) | 17 484                   | 6,06                     |                          |       |       |
| ↳ Astenuti (% su iscritti)         | ↳ Astenuti (% su iscritti)         | 20 904                   | 6,76                     |                          |       |       |

| Eletti | Eletti             |
| ------ | ------------------ |
|        | Raffaele Ciasca    |
|        | Domenico Schiavone |
|        | Mario Zotta        |
|        | Michele Mancino    |
|        | Francesco Cerabona |
|        | Carlo Mastrosimone |

### III Legislatura
| Partito                            | Partito                                 | Risultati 25 maggio 1958 | Risultati 25 maggio 1958 | Risultati 25 maggio 1958 | Seggi | Seggi |
| Partito                            | Partito                                 | Voti                     | %                        | ±                        | Num   | ±     |
| ---------------------------------- | --------------------------------------- | ------------------------ | ------------------------ | ------------------------ | ----- | ----- |
|                                    | Democrazia Cristiana                    | 133 155                  | 45,17                    | n.d.                     | 4     | n.d.  |
|                                    | Partito Comunista Italiano              | 72 223                   | 24,50                    | n.d.                     | 2     | n.d.  |
|                                    | Partito Monarchico Popolare             | 33 159                   | 11,25                    | n.d.                     | 0     | n.d.  |
|                                    | Partito Socialista Italiano             | 31 477                   | 10,68                    | n.d.                     | 0     | n.d.  |
|                                    | Movimento Comunità                      | 7 162                    | 2,43                     | n.d.                     | 0     | n.d.  |
|                                    | Movimento Sociale Italiano              | 6 585                    | 2,23                     | n.d.                     | 0     | n.d.  |
|                                    | Partito Socialista Democratico Italiano | 6 296                    | 2,14                     | n.d.                     | 0     | n.d.  |
|                                    | Partito Nazionale Monarchico            | 4 729                    | 1,60                     | n.d.                     | 0     | n.d.  |
|                                    |                                         |                          |                          |                          |       |       |
| Iscritti                           | Iscritti                                | 338 360                  | 100,00                   |                          |       |       |
| ↳ Votanti (% su iscritti)          | ↳ Votanti (% su iscritti)               | 313 182                  | 92,56                    | n.d.                     |       |       |
| ↳ Voti validi (% su votanti)       | ↳ Voti validi (% su votanti)            | 294 786                  | 94,13                    |                          |       |       |
| ↳ Schede non valide (% su votanti) | ↳ Schede non valide (% su votanti)      | 18 396                   | 5,87                     |                          |       |       |
| ↳ Astenuti (% su iscritti)         | ↳ Astenuti (% su iscritti)              | 25 178                   | 7,44                     |                          |       |       |

| Eletti | Eletti              |
| ------ | ------------------- |
|        | Antonio Bolettieri  |
|        | Domenico Schiavone  |
|        | Mario Zotta         |
|        | Bonaventura Picardi |
|        | Michele Mancino     |
|        | Francesco Cerabona  |

### IV Legislatura
| Partito                            | Partito                                          | Risultati 28 aprile 1963 | Risultati 28 aprile 1963 | Risultati 28 aprile 1963 | Seggi | Seggi |
| Partito                            | Partito                                          | Voti                     | %                        | ±                        | Num   | ±     |
| ---------------------------------- | ------------------------------------------------ | ------------------------ | ------------------------ | ------------------------ | ----- | ----- |
|                                    | Democrazia Cristiana                             | 117 712                  | 40,05                    | n.d.                     | 4     | n.d.  |
|                                    | Partito Comunista Italiano                       | 82 862                   | 28,20                    | n.d.                     | 2     | n.d.  |
|                                    | Partito Socialista Italiano                      | 29 019                   | 9,87                     | n.d.                     | 1     | n.d.  |
|                                    | Partito Socialista Democratico Italiano          | 24 876                   | 8,46                     | n.d.                     | 0     | n.d.  |
|                                    | Movimento Sociale Italiano                       | 20 958                   | 7,13                     | n.d.                     | 0     | n.d.  |
|                                    | Partito Liberale Italiano                        | 15 044                   | 5,12                     | n.d.                     | 0     | n.d.  |
|                                    | Partito Democratico Italiano di Unità Monarchica | 3 407                    | 1,16                     | n.d.                     | 0     | n.d.  |
|                                    |                                                  |                          |                          |                          |       |       |
| Iscritti                           | Iscritti                                         | 350 954                  | 100,00                   |                          |       |       |
| ↳ Votanti (% su iscritti)          | ↳ Votanti (% su iscritti)                        | 314 037                  | 89,48                    | n.d.                     |       |       |
| ↳ Voti validi (% su votanti)       | ↳ Voti validi (% su votanti)                     | 293 878                  | 93,58                    |                          |       |       |
| ↳ Schede non valide (% su votanti) | ↳ Schede non valide (% su votanti)               | 20 159                   | 6,42                     |                          |       |       |
| ↳ Astenuti (% su iscritti)         | ↳ Astenuti (% su iscritti)                       | 36 917                   | 10,52                    |                          |       |       |

| Eletti | Eletti                   |
| ------ | ------------------------ |
|        | Antonio Bolettieri       |
|        | Donato Pafundi           |
|        | Bonaventura Picardi      |
|        | Domenico Schiavone       |
|        | Michele Guanti           |
|        | Ignazio Petrone          |
|        | Paolo Battino Vittorelli |

### V Legislatura
| Partito                            | Partito                                                                             | Risultati 19 maggio 1968 | Risultati 19 maggio 1968 | Risultati 19 maggio 1968 | Seggi | Seggi |
| Partito                            | Partito                                                                             | Voti                     | %                        | ±                        | Num   | ±     |
| ---------------------------------- | ----------------------------------------------------------------------------------- | ------------------------ | ------------------------ | ------------------------ | ----- | ----- |
|                                    | Democrazia Cristiana                                                                | 140 967                  | 48,04                    | n.d.                     | 4     | n.d.  |
|                                    | Partito Comunista Italiano - Partito Socialista Italiano di Unità Proletaria (1964) | 78 621                   | 26,79                    | n.d.                     | 2     | n.d.  |
|                                    | PSI-PSDI Unificati                                                                  | 46 438                   | 15,83                    | n.d.                     | 1     | n.d.  |
|                                    | Movimento Sociale Italiano                                                          | 14 222                   | 4,85                     | n.d.                     | 0     | n.d.  |
|                                    | Partito Liberale Italiano                                                           | 10 619                   | 3,62                     | n.d.                     | 0     | n.d.  |
|                                    | Partito Repubblicano Italiano                                                       | 2 564                    | 0,87                     | n.d.                     | 0     | n.d.  |
|                                    |                                                                                     |                          |                          |                          |       |       |
| Iscritti                           | Iscritti                                                                            | 352 319                  | 100,00                   |                          |       |       |
| ↳ Votanti (% su iscritti)          | ↳ Votanti (% su iscritti)                                                           | 313 250                  | 88,91                    | n.d.                     |       |       |
| ↳ Voti validi (% su votanti)       | ↳ Voti validi (% su votanti)                                                        | 293 431                  | 93,67                    |                          |       |       |
| ↳ Schede non valide (% su votanti) | ↳ Schede non valide (% su votanti)                                                  | 19 819                   | 6,33                     |                          |       |       |
| ↳ Astenuti (% su iscritti)         | ↳ Astenuti (% su iscritti)                                                          | 39 069                   | 11,09                    |                          |       |       |

| Eletti | Eletti                                                                                    |
| ------ | ----------------------------------------------------------------------------------------- |
|        | Bonaventura Picardi                                                                       |
|        | Decio Scardaccione                                                                        |
|        | Domenico Schiavone                                                                        |
|        | Vito Vincenzo Verrastro (dimessosi il 10 novembre 1970, sostituito da Antonio Bolettieri) |
|        | Michele Guanti                                                                            |
|        | Ignazio Petrone                                                                           |
|        | Francescantonio Bardi                                                                     |

### VI Legislatura
| Partito                            | Partito                                                                             | Risultati 07 maggio 1972 | Risultati 07 maggio 1972 | Risultati 07 maggio 1972 | Seggi | Seggi |
| Partito                            | Partito                                                                             | Voti                     | %                        | ±                        | Num   | ±     |
| ---------------------------------- | ----------------------------------------------------------------------------------- | ------------------------ | ------------------------ | ------------------------ | ----- | ----- |
|                                    | Democrazia Cristiana                                                                | 135 846                  | 46,16                    | n.d.                     | 4     | n.d.  |
|                                    | Partito Comunista Italiano - Partito Socialista Italiano di Unità Proletaria (1964) | 75 041                   | 25,50                    | n.d.                     | 2     | n.d.  |
|                                    | Partito Socialista Italiano                                                         | 37 744                   | 12,83                    | n.d.                     | 1     | n.d.  |
|                                    | Movimento Sociale Italiano                                                          | 22 892                   | 7,78                     | n.d.                     | 0     | n.d.  |
|                                    | Partito Socialista Democratico Italiano                                             | 14 543                   | 4,94                     | n.d.                     | 0     | n.d.  |
|                                    | Partito Liberale Italiano                                                           | 5 970                    | 2,03                     | n.d.                     | 0     | n.d.  |
|                                    | Partito Repubblicano Italiano                                                       | 2 227                    | 0,76                     | n.d.                     | 0     | n.d.  |
|                                    |                                                                                     |                          |                          |                          |       |       |
| Iscritti                           | Iscritti                                                                            | 348 295                  | 100,00                   |                          |       |       |
| ↳ Votanti (% su iscritti)          | ↳ Votanti (% su iscritti)                                                           | 310 289                  | 89,09                    | n.d.                     |       |       |
| ↳ Voti validi (% su votanti)       | ↳ Voti validi (% su votanti)                                                        | 294 263                  | 94,84                    |                          |       |       |
| ↳ Schede non valide (% su votanti) | ↳ Schede non valide (% su votanti)                                                  | 16 026                   | 5,16                     |                          |       |       |
| ↳ Astenuti (% su iscritti)         | ↳ Astenuti (% su iscritti)                                                          | 38 006                   | 10,91                    |                          |       |       |

| Eletti | Eletti                    |
| ------ | ------------------------- |
|        | Vincenzo Leggieri         |
|        | Bonaventura Picardi       |
|        | Carmelo Francesco Salerno |
|        | Decio Scardaccione        |
|        | Ignazio Petrone           |
|        | Angelo Raffaele Ziccardi  |
|        | Domenico Pittella         |

### VII Legislatura
| Partito                            | Partito                                                   | Risultati 20 giugno 1976 | Risultati 20 giugno 1976 | Risultati 20 giugno 1976 | Seggi | Seggi |
| Partito                            | Partito                                                   | Voti                     | %                        | ±                        | Num   | ±     |
| ---------------------------------- | --------------------------------------------------------- | ------------------------ | ------------------------ | ------------------------ | ----- | ----- |
|                                    | Democrazia Cristiana                                      | 130 685                  | 43,27                    | n.d.                     | 3     | n.d.  |
|                                    | Partito Comunista Italiano                                | 99 161                   | 32,83                    | n.d.                     | 3     | n.d.  |
|                                    | Partito Socialista Italiano                               | 36 317                   | 12,02                    | n.d.                     | 1     | n.d.  |
|                                    | Movimento Sociale Italiano - Destra Nazionale             | 20 124                   | 6,66                     | n.d.                     | 0     | n.d.  |
|                                    | Partito Socialista Democratico Italiano                   | 9 000                    | 2,98                     | n.d.                     | 0     | n.d.  |
|                                    | Partito Liberale Italiano - Partito Repubblicano Italiano | 5 509                    | 1,82                     | n.d.                     | 0     | n.d.  |
|                                    | NPP                                                       | 1 261                    | 0,42                     | n.d.                     | 0     | n.d.  |
|                                    |                                                           |                          |                          |                          |       |       |
| Iscritti                           | Iscritti                                                  | 354 917                  | 100,00                   |                          |       |       |
| ↳ Votanti (% su iscritti)          | ↳ Votanti (% su iscritti)                                 | 318 304                  | 89,68                    | n.d.                     |       |       |
| ↳ Voti validi (% su votanti)       | ↳ Voti validi (% su votanti)                              | 302 057                  | 94,90                    |                          |       |       |
| ↳ Schede non valide (% su votanti) | ↳ Schede non valide (% su votanti)                        | 16 247                   | 5,10                     |                          |       |       |
| ↳ Astenuti (% su iscritti)         | ↳ Astenuti (% su iscritti)                                | 36 613                   | 10,32                    |                          |       |       |

| Eletti | Eletti                                                                                   |
| ------ | ---------------------------------------------------------------------------------------- |
|        | Nicola Lapenta                                                                           |
|        | Carmelo Francesco Salerno                                                                |
|        | Decio Scardaccione                                                                       |
|        | Domenico Paciello (dimessosi il 24 novembre 1976, sostituito da Lionello Franco Romania) |
|        | Donato Scutari                                                                           |
|        | Angelo Raffaele Ziccardi                                                                 |
|        | Domenico Pittella                                                                        |

### VIII Legislatura
| Partito                            | Partito                                       | Risultati 03 giugno 1979 | Risultati 03 giugno 1979 | Risultati 03 giugno 1979 | Seggi | Seggi |
| Partito                            | Partito                                       | Voti                     | %                        | ±                        | Num   | ±     |
| ---------------------------------- | --------------------------------------------- | ------------------------ | ------------------------ | ------------------------ | ----- | ----- |
|                                    | Democrazia Cristiana                          | 133 837                  | 44,62                    | n.d.                     | 4     | n.d.  |
|                                    | Partito Comunista Italiano                    | 87 109                   | 29,04                    | n.d.                     | 2     | n.d.  |
|                                    | Partito Socialista Italiano                   | 38 176                   | 12,73                    | n.d.                     | 1     | n.d.  |
|                                    | Movimento Sociale Italiano - Destra Nazionale | 18 434                   | 6,15                     | n.d.                     | 0     | n.d.  |
|                                    | Partito Socialista Democratico Italiano       | 12 007                   | 4,00                     | n.d.                     | 0     | n.d.  |
|                                    | Partito Radicale - Nuova Sinistra Unita       | 3 902                    | 1,30                     | n.d.                     | 0     | n.d.  |
|                                    | Partito Liberale Italiano                     | 3 306                    | 1,10                     | n.d.                     | 0     | n.d.  |
|                                    | Partito Repubblicano Italiano                 | 3 179                    | 1,06                     | n.d.                     | 0     | n.d.  |
|                                    |                                               |                          |                          |                          |       |       |
| Iscritti                           | Iscritti                                      | 374 645                  | 100,00                   |                          |       |       |
| ↳ Votanti (% su iscritti)          | ↳ Votanti (% su iscritti)                     | 321 919                  | 85,93                    | n.d.                     |       |       |
| ↳ Voti validi (% su votanti)       | ↳ Voti validi (% su votanti)                  | 299 950                  | 93,18                    |                          |       |       |
| ↳ Schede non valide (% su votanti) | ↳ Schede non valide (% su votanti)            | 21 969                   | 6,82                     |                          |       |       |
| ↳ Astenuti (% su iscritti)         | ↳ Astenuti (% su iscritti)                    | 52 726                   | 14,07                    |                          |       |       |

| Eletti | Eletti                    |
| ------ | ------------------------- |
|        | Saverio D'Amelio          |
|        | Nicola Lapenta            |
|        | Carmelo Francesco Salerno |
|        | Decio Scardaccione        |
|        | Giovanni Calice           |
|        | Angelo Raffaele Ziccardi  |
|        | Domenico Pittella         |

### IX Legislatura
| Partito                            | Partito                                       | Risultati 26 giugno 1983 | Risultati 26 giugno 1983 | Risultati 26 giugno 1983 | Seggi | Seggi |
| Partito                            | Partito                                       | Voti                     | %                        | ±                        | Num   | ±     |
| ---------------------------------- | --------------------------------------------- | ------------------------ | ------------------------ | ------------------------ | ----- | ----- |
|                                    | Democrazia Cristiana                          | 132 169                  | 43,43                    | n.d.                     | 4     | n.d.  |
|                                    | Partito Comunista Italiano                    | 91 133                   | 29,95                    | n.d.                     | 2     | n.d.  |
|                                    | Partito Socialista Italiano                   | 35 189                   | 11,56                    | n.d.                     | 1     | n.d.  |
|                                    | Movimento Sociale Italiano - Destra Nazionale | 20 184                   | 6,63                     | n.d.                     | 0     | n.d.  |
|                                    | Partito Socialista Democratico Italiano       | 14 498                   | 4,76                     | n.d.                     | 0     | n.d.  |
|                                    | Partito Repubblicano Italiano                 | 4 487                    | 1,47                     | n.d.                     | 0     | n.d.  |
|                                    | Partito Liberale Italiano                     | 2 782                    | 0,91                     | n.d.                     | 0     | n.d.  |
|                                    | Partito Radicale                              | 2 513                    | 0,83                     | n.d.                     | 0     | n.d.  |
|                                    | Lista TS-PPPIU                                | 1 360                    | 0,45                     | n.d.                     | 0     | n.d.  |
|                                    |                                               |                          |                          |                          |       |       |
| Iscritti                           | Iscritti                                      | 389 449                  | 100,00                   |                          |       |       |
| ↳ Votanti (% su iscritti)          | ↳ Votanti (% su iscritti)                     | 334 198                  | 85,81                    | n.d.                     |       |       |
| ↳ Voti validi (% su votanti)       | ↳ Voti validi (% su votanti)                  | 304 315                  | 91,06                    |                          |       |       |
| ↳ Schede non valide (% su votanti) | ↳ Schede non valide (% su votanti)            | 29 883                   | 8,94                     |                          |       |       |
| ↳ Astenuti (% su iscritti)         | ↳ Astenuti (% su iscritti)                    | 55 251                   | 14,19                    |                          |       |       |

| Eletti | Eletti                                                                                  |
| ------ | --------------------------------------------------------------------------------------- |
|        | Angelo Bernassola                                                                       |
|        | Saverio D'Amelio                                                                        |
|        | Nicola Lapenta (dimessosi il 25 febbraio 1986, sostituito da Carmelo Francesco Salerno) |
|        | Decio Scardaccione                                                                      |
|        | Giovanni Calice                                                                         |
|        | Raffaele Giura Longo                                                                    |
|        | Francesco Antonio De Cataldo                                                            |

### X Legislatura
| Partito                            | Partito                                       | Risultati 14 giugno 1987 | Risultati 14 giugno 1987 | Risultati 14 giugno 1987 | Seggi | Seggi |
| Partito                            | Partito                                       | Voti                     | %                        | ±                        | Num   | ±     |
| ---------------------------------- | --------------------------------------------- | ------------------------ | ------------------------ | ------------------------ | ----- | ----- |
|                                    | Democrazia Cristiana                          | 135 699                  | 42,56                    | n.d.                     | 4     | n.d.  |
|                                    | Partito Comunista Italiano                    | 89 661                   | 28,12                    | n.d.                     | 2     | n.d.  |
|                                    | Partito Socialista Italiano                   | 45 508                   | 14,27                    | n.d.                     | 1     | n.d.  |
|                                    | Movimento Sociale Italiano - Destra Nazionale | 18 051                   | 5,66                     | n.d.                     | 0     | n.d.  |
|                                    | Partito Socialista Democratico Italiano       | 12 993                   | 4,07                     | n.d.                     | 0     | n.d.  |
|                                    | Partito Repubblicano Italiano                 | 4 497                    | 1,41                     | n.d.                     | 0     | n.d.  |
|                                    | Partito Radicale                              | 2 944                    | 0,92                     | n.d.                     | 0     | n.d.  |
|                                    | Democrazia Proletaria                         | 2 905                    | 0,91                     | n.d.                     | 0     | n.d.  |
|                                    | Lista Verde                                   | 2 827                    | 0,89                     | n.d.                     | 0     | n.d.  |
|                                    | Partito Liberale Italiano                     | 2 366                    | 0,74                     | n.d.                     | 0     | n.d.  |
|                                    | Liga Veneta - Pensionati Uniti                | 1 104                    | 0,35                     | n.d.                     | 0     | n.d.  |
|                                    | All. Pop. Pens                                | 320                      | 0,10                     | n.d.                     | 0     | n.d.  |
|                                    |                                               |                          |                          |                          |       |       |
| Iscritti                           | Iscritti                                      | 407 080                  | 100,00                   |                          |       |       |
| ↳ Votanti (% su iscritti)          | ↳ Votanti (% su iscritti)                     | 345 067                  | 84,77                    | n.d.                     |       |       |
| ↳ Voti validi (% su votanti)       | ↳ Voti validi (% su votanti)                  | 318 875                  | 92,41                    |                          |       |       |
| ↳ Schede non valide (% su votanti) | ↳ Schede non valide (% su votanti)            | 26 192                   | 7,59                     |                          |       |       |
| ↳ Astenuti (% su iscritti)         | ↳ Astenuti (% su iscritti)                    | 62 013                   | 15,23                    |                          |       |       |

| Eletti | Eletti                    |
| ------ | ------------------------- |
|        | Carmelo Azzarà            |
|        | Romualdo Coviello         |
|        | Saverio D'Amelio          |
|        | Carmelo Francesco Salerno |
|        | Luciano Barca             |
|        | Emanuele Cardinale        |
|        | Luigi Pierri              |

### XI Legislatura
| Partito                            | Partito                                       | Risultati 05 aprile 1992 | Risultati 05 aprile 1992 | Risultati 05 aprile 1992 | Seggi | Seggi |
| Partito                            | Partito                                       | Voti                     | %                        | ±                        | Num   | ±     |
| ---------------------------------- | --------------------------------------------- | ------------------------ | ------------------------ | ------------------------ | ----- | ----- |
|                                    | Democrazia Cristiana                          | 121 272                  | 38,10                    | n.d.                     | 4     | n.d.  |
|                                    | Partito Socialista Italiano                   | 59 465                   | 18,68                    | n.d.                     | 2     | n.d.  |
|                                    | Partito Democratico della Sinistra            | 57 546                   | 18,08                    | n.d.                     | 1     | n.d.  |
|                                    | Movimento Sociale Italiano - Destra Nazionale | 19 088                   | 6,00                     | n.d.                     | 0     | n.d.  |
|                                    | Rifondazione Comunista                        | 18 488                   | 5,81                     | n.d.                     | 0     | n.d.  |
|                                    | Partito Socialista Democratico Italiano       | 12 828                   | 4,03                     | n.d.                     | 0     | n.d.  |
|                                    | Lega delle Leghe                              | 8 401                    | 2,64                     | n.d.                     | 0     | n.d.  |
|                                    | Partito Repubblicano Italiano                 | 7 841                    | 2,46                     | n.d.                     | 0     | n.d.  |
|                                    | Federazione dei Verdi                         | 5 414                    | 1,70                     | n.d.                     | 0     | n.d.  |
|                                    | Partito Liberale Italiano                     | 3 682                    | 1,16                     | n.d.                     | 0     | n.d.  |
|                                    | Lista Pannella                                | 1 696                    | 0,53                     | n.d.                     | 0     | n.d.  |
|                                    | Lega Lombarda (partito politico)              | 979                      | 0,31                     | n.d.                     | 0     | n.d.  |
|                                    | Lega d'Azione Meridionale                     | 778                      | 0,24                     | n.d.                     | 0     | n.d.  |
|                                    | Lega Meridionale per l'Unità Nazionale        | 492                      | 0,15                     | n.d.                     | 0     | n.d.  |
|                                    | Federalismo - Pensionati Uomini Vivi          | 315                      | 0,10                     | n.d.                     | 0     | n.d.  |
|                                    |                                               |                          |                          |                          |       |       |
| Iscritti                           | Iscritti                                      | 430 229                  | 100,00                   |                          |       |       |
| ↳ Votanti (% su iscritti)          | ↳ Votanti (% su iscritti)                     | 354 833                  | 82,48                    | n.d.                     |       |       |
| ↳ Voti validi (% su votanti)       | ↳ Voti validi (% su votanti)                  | 318 285                  | 89,70                    |                          |       |       |
| ↳ Schede non valide (% su votanti) | ↳ Schede non valide (% su votanti)            | 36 548                   | 10,30                    |                          |       |       |
| ↳ Astenuti (% su iscritti)         | ↳ Astenuti (% su iscritti)                    | 75 396                   | 17,52                    |                          |       |       |

| Eletti | Eletti            |
| ------ | ----------------- |
|        | Carmelo Azzarà    |
|        | Romualdo Coviello |
|        | Saverio D'Amelio  |
|        | Mario Di Nubila   |
|        | Luigi Pierri      |
|        | Antonio Vozzi     |
|        | Giuseppe Brescia  |

## Dal 1993 al 2005
Con la riforma elettorale maggioritaria del 1993, in prima istanza veniva eletto senatore il candidato che avesse riportato la maggioranza relativa dei suffragi in ciascun collegio. Nessun candidato poteva presentarsi in più di un collegio. I rimanenti seggi regionali erano invece assegnati assommando i voti di tutti i candidati uninominali perdenti che si fossero collegati in un gruppo regionale, utilizzando il metodo D'Hondt delle migliori medie: gli scranni così ottenuti da ciascun gruppo venivano assegnati, all'interno di essa, ai candidati perdenti che avessero ottenuto le migliori percentuali elettorali.

### Collegi elettorali
1. Potenza
2. Melfi
3. Matera
4. Pisticci
5. Lauria

### XII legislatura

#### Risultati elettorali
|                               | Alleanza dei Progressisti              | 108 299 | 36,26 | 4 |  |  |  |  |  |
|                               | Polo del Buon Governo                  | 88 251  | 29,55 | 2 |  |  |  |  |  |
|                               | Patto per l'Italia                     | 70 308  | 23,54 | 1 |  |  |  |  |  |
|                               | Lista Lettieri                         | 12 839  | 4,30  | – |  |  |  |  |  |
|                               | Unione Mediterranea                    | 5 286   | 1,77  | – |  |  |  |  |  |
|                               | Lista Rizzitiello                      | 4 692   | 1,57  | – |  |  |  |  |  |
|                               | Cristianamente Riprendiamo a Dialogare | 3 581   | 1,20  | – |  |  |  |  |  |
|                               | Lista D'Angella                        | 3 421   | 1,15  | – |  |  |  |  |  |
|                               | Insieme per Cambiare                   | 1 963   | 0,66  | – |  |  |  |  |  |
| Totale                        | Totale                                 | 298 640 | 100   | 7 |  |  |  |  |  |
|                               |                                        |         |       |   |  |  |  |  |  |
| Voti non validi               | Voti non validi                        | 49 986  | 14,34 |   |  |  |  |  |  |
| Votanti                       | Votanti                                | 348 626 | 78,87 |   |  |  |  |  |  |
| Elettori                      | Elettori                               | 442 003 |       |   |  |  |  |  |  |
|                               |                                        |         |       |   |  |  |  |  |  |
| Data: 27-28 marzo 1994        |                                        |         |       |   |  |  |  |  |  |
| Fonte: Ministero dell'interno |                                        |         |       |   |  |  |  |  |  |

#### Eletti
Eletti nei Progressisti (PDS - PRC - FdV - PSI - Rete - AD)
     Eletti nel Polo del Buon Governo (FI - LN - CCD - UdC - PLD)
     Eletti nel Patto per l'Italia (PPI - PS)
| Collegio     | Eletto | Eletto              | Partito | Quota |
| ------------ | ------ | ------------------- | ------- | ----- |
| 1 - Potenza  |        | Silvano Micele      |         | Magg. |
| 2 - Melfi    |        | Vito Gruosso        |         | Magg. |
| 2 - Melfi    |        | Giuseppe Brienza    |         | Prop. |
| 3 - Matera   |        | Vincenzo Sica       |         | Magg. |
| 4 - Pisticci |        | Antonino Monteleone |         | Magg. |
| 5 - Lauria   |        | Antonio Vozzi       |         | Magg. |
| 5 - Lauria   |        | Romualdo Coviello   |         | Prop. |

### XIII legislatura

#### Risultati elettorali
|                               | L'Ulivo                     | 151 284 | 52,26 | 5 |  |  |  |  |  |
|                               | Polo per le Libertà         | 108 990 | 37,65 | 2 |  |  |  |  |  |
|                               | Fiamma Tricolore            | 11 661  | 4,03  | – |  |  |  |  |  |
|                               | Democrazia per il Progresso | 5 688   | 1,96  | – |  |  |  |  |  |
|                               | Mani Pulite                 | 4 879   | 1,69  | – |  |  |  |  |  |
|                               | Lista Pannella-Sgarbi       | 4 053   | 1,40  | – |  |  |  |  |  |
|                               | Lega d'Azione Meridionale   | 2 919   | 1,01  | – |  |  |  |  |  |
| Totale                        | Totale                      | 289 474 | 100   | 7 |  |  |  |  |  |
|                               |                             |         |       |   |  |  |  |  |  |
| Voti non validi               | Voti non validi             | 48 208  | 14,28 |   |  |  |  |  |  |
| Votanti                       | Votanti                     | 337 682 | 74,55 |   |  |  |  |  |  |
| Elettori                      | Elettori                    | 452 973 |       |   |  |  |  |  |  |
|                               |                             |         |       |   |  |  |  |  |  |
| Data: 21 aprile 1996          |                             |         |       |   |  |  |  |  |  |
| Fonte: Ministero dell'interno |                             |         |       |   |  |  |  |  |  |

#### Eletti
Eletti nell'Ulivo (PDS - PPI - RI - FdV)
     Eletti nel Polo per le Libertà (FI - AN - CCD-CDU)
| Collegio     | Eletto | Eletto              | Partito | Quota |
| ------------ | ------ | ------------------- | ------- | ----- |
| 1 - Potenza  |        | Silvano Micele      |         | Magg. |
| 2 - Melfi    |        | Vito Gruosso        |         | Magg. |
| 2 - Melfi    |        | Giuseppe Brienza    |         | Prop. |
| 3 - Matera   |        | Adriano Ossicini    |         | Magg. |
| 4 - Pisticci |        | Valerio Mignone     |         | Magg. |
| 4 - Pisticci |        | Antonino Monteleone |         | Prop. |
| 5 - Lauria   |        | Romualdo Coviello   |         | Magg. |

### XIV legislatura

#### Risultati elettorali
|                               | L'Ulivo                              | 131 395 | 42,22 | 5 |  |  |  |  |  |
|                               | Casa delle Libertà                   | 105 077 | 33,76 | 2 |  |  |  |  |  |
|                               | Democrazia Europea                   | 36 856  | 11,84 | – |  |  |  |  |  |
|                               | Partito della Rifondazione Comunista | 15 588  | 5,01  | – |  |  |  |  |  |
|                               | Italia dei Valori                    | 13 592  | 4,37  | – |  |  |  |  |  |
|                               | Fiamma Tricolore                     | 5 122   | 1,65  | – |  |  |  |  |  |
|                               | Lista Emma Bonino                    | 3 400   | 1,09  | – |  |  |  |  |  |
|                               | Partito Costituzionale Italiano      | 175     | 0,06  | – |  |  |  |  |  |
| Totale                        | Totale                               | 311 205 | 100   | 7 |  |  |  |  |  |
|                               |                                      |         |       |   |  |  |  |  |  |
| Voti non validi               | Voti non validi                      | 42 807  | 12,09 |   |  |  |  |  |  |
| Votanti                       | Votanti                              | 354 012 | 74,99 |   |  |  |  |  |  |
| Elettori                      | Elettori                             | 472 061 |       |   |  |  |  |  |  |
|                               |                                      |         |       |   |  |  |  |  |  |
| Data: 13 maggio 2001          |                                      |         |       |   |  |  |  |  |  |
| Fonte: Ministero dell'interno |                                      |         |       |   |  |  |  |  |  |

#### Eletti
Eletti nell'Ulivo (DS - DL - SDI - FdV - PdCI)
     Eletti nella Casa delle Libertà (FI - AN - CCD-CDU - NPSI)
| Collegio     | Eletto | Eletto             | Partito | Quota |
| ------------ | ------ | ------------------ | ------- | ----- |
| 1 - Potenza  |        | Vito Gruosso       |         | Magg. |
| 2 - Melfi    |        | Piero Di Siena     |         | Magg. |
| 3 - Matera   |        | Giampaolo D'Andrea |         | Magg. |
| 3 - Matera   |        | Corrado Danzi      |         | Prop. |
| 4 - Pisticci |        | Giuseppe Ayala     |         | Magg. |
| 5 - Lauria   |        | Romualdo Coviello  |         | Magg. |
| 5 - Lauria   |        | Egidio Ponzo       |         | Prop. |

## Dal 2005 al 2017
Con l'entrata in vigore della legge Calderoli, per l'elezione del Senato viene adottato un sistema elettorale proporzionale con liste bloccate, soglia di sbarramento e premio di maggioranza su base regionale. Alla ripartizione dei seggi, che avviene secondo il metodo Hare dei quozienti interi e dei più alti resti, concorrono le liste che nell'ambito della circoscrizione regionale abbiano ottenuto almeno l'8% dei voti validi, oppure almeno il 3% se esse sono parte di una coalizione che abbia ottenuto almeno il 20%. In ogni caso, alla coalizione o lista singola più votata è attribuito almeno il 55% dei seggi: se tale soglia non è raggiunta, viene assegnato un premio di maggioranza, in forma di seggi supplementari, che riduce quelli attribuiti alle altre forze politiche.

### XV legislatura

#### Risultati elettorali
|                               | Democratici di Sinistra                 | 64 933  | 19,86 | 2 |  |  |  |  |  |
|                               | La Margherita                           | 50 451  | 15,43 | 1 |  |  |  |  |  |
|                               | Partito della Rifondazione Comunista    | 20 978  | 6,42  | 1 |  |  |  |  |  |
|                               | Insieme con l'Unione                    | 15 829  | 4,84  | – |  |  |  |  |  |
|                               | Popolari UDEUR                          | 15 611  | 4,77  | – |  |  |  |  |  |
|                               | Italia dei Valori                       | 11 188  | 3,42  | – |  |  |  |  |  |
|                               | Rosa nel Pugno                          | 9 545   | 2,92  | – |  |  |  |  |  |
|                               | I Socialisti                            | 4 807   | 1,47  | – |  |  |  |  |  |
|                               | Partito Pensionati                      | 1 830   | 0,56  | – |  |  |  |  |  |
|                               | Partito Socialista Democratico Italiano | 1 406   | 0,43  | – |  |  |  |  |  |
|                               | Democratici Cristiani Uniti             | 863     | 0,26  | – |  |  |  |  |  |
|                               | Totale coalizione                       | 197 441 | 60,39 | 4 |  |  |  |  |  |
|                               | Forza Italia                            | 63 566  | 19,44 | 2 |  |  |  |  |  |
|                               | Alleanza Nazionale                      | 37 817  | 11,57 | 1 |  |  |  |  |  |
|                               | Unione dei Democratici Cristiani        | 19 036  | 5,82  | – |  |  |  |  |  |
|                               | Fiamma Tricolore                        | 2 199   | 0,67  | – |  |  |  |  |  |
|                               | Lega Nord – MPA                         | 2 107   | 0,64  | – |  |  |  |  |  |
|                               | Alternativa Sociale                     | 1 285   | 0,39  | – |  |  |  |  |  |
|                               | Partito Repubblicano Italiano           | 1 150   | 0,35  | – |  |  |  |  |  |
|                               | Pensionati Uniti                        | 848     | 0,26  | – |  |  |  |  |  |
|                               | Totale coalizione                       | 128 008 | 39,15 | 3 |  |  |  |  |  |
|                               | Terzo Polo                              | 1 495   | 0,46  | – |  |  |  |  |  |
| Totale                        | Totale                                  | 326 944 | 100   | 7 |  |  |  |  |  |
|                               |                                         |         |       |   |  |  |  |  |  |
| Voti non validi               | Voti non validi                         | 19 412  | 5,60  |   |  |  |  |  |  |
| Votanti                       | Votanti                                 | 346 356 | 80,39 |   |  |  |  |  |  |
| Elettori                      | Elettori                                | 430 838 |       |   |  |  |  |  |  |
|                               |                                         |         |       |   |  |  |  |  |  |
| Fonte: Ministero dell'interno |                                         |         |       |   |  |  |  |  |  |

#### Eletti
| Democratici di Sinistra            | La Margherita    | Partito della Rifondazione Comunista |
| ---------------------------------- | ---------------- | ------------------------------------ |
|                                    |                  |                                      |
| - Filippo Bubbico - Piero Di Siena | - Antonio Boccia | - Anna Maria Palermo                 |

| Forza Italia                        | Alleanza Nazionale      |
| ----------------------------------- | ----------------------- |
|                                     |                         |
| - Guido Viceconte - Vincenzo Taddei | - Emilio Nicola Buccico |

1. ↑  Dimissionario in data 25.10.2006; subentrante: Salvatore Adduce

### XVI legislatura

#### Risultati elettorali
|                               | Partito Democratico                  | 117 668 | 38,51 | 3 |  |  |  |  |  |
|                               | Italia dei Valori                    | 18 661  | 6,11  | 1 |  |  |  |  |  |
|                               | Totale coalizione                    | 136 329 | 44,62 | 4 |  |  |  |  |  |
|                               | Il Popolo della Libertà              | 111 505 | 36,49 | 3 |  |  |  |  |  |
|                               | Movimento per l'Autonomia            | 1 662   | 0,54  | – |  |  |  |  |  |
|                               | Totale coalizione                    | 113 167 | 37,04 | 3 |  |  |  |  |  |
|                               | Unione di Centro                     | 20 061  | 6,57  | – |  |  |  |  |  |
|                               | Popolari Uniti                       | 12 389  | 4,05  | – |  |  |  |  |  |
|                               | La Sinistra l'Arcobaleno             | 10 489  | 3,43  | – |  |  |  |  |  |
|                               | La Destra - Fiamma Tricolore         | 6 027   | 1,97  | – |  |  |  |  |  |
|                               | Partito Comunista dei Lavoratori     | 2 052   | 0,67  | – |  |  |  |  |  |
|                               | Sinistra Critica                     | 1 694   | 0,55  | – |  |  |  |  |  |
|                               | Partito Liberale Italiano            | 1 628   | 0,53  | – |  |  |  |  |  |
|                               | Unione Democratica per i Consumatori | 891     | 0,29  | – |  |  |  |  |  |
|                               | Per il Bene Comune                   | 834     | 0,27  | – |  |  |  |  |  |
| Totale                        | Totale                               | 305 561 | 100   | 7 |  |  |  |  |  |
|                               |                                      |         |       |   |  |  |  |  |  |
| Voti non validi               | Voti non validi                      | 20 601  | 6,32  |   |  |  |  |  |  |
| Votanti                       | Votanti                              | 326 162 | 75,76 |   |  |  |  |  |  |
| Elettori                      | Elettori                             | 430 517 |       |   |  |  |  |  |  |
|                               |                                      |         |       |   |  |  |  |  |  |
| Fonte: Ministero dell'interno |                                      |         |       |   |  |  |  |  |  |

#### Eletti
| Partito Democratico                                                    | Il Popolo della Libertà                               | Italia dei Valori  |
| ---------------------------------------------------------------------- | ----------------------------------------------------- | ------------------ |
|                                                                        |                                                       |                    |
| - → Nicola Latorre - Filippo Bubbico - Carlo Chiurazzi - Maria Antezza | - Guido Viceconte - Egidio Digilio - Cosimo Latronico | - Felice Belisario |

1. ↑  Opta per la circoscrizione Puglia

### XVII legislatura

#### Risultati elettorali
|                               | Partito Democratico              | 75 817  | 27,17 | 3 |  |  |  |  |  |
|                               | Sinistra Ecologia Libertà        | 14 091  | 5,05  | 1 |  |  |  |  |  |
|                               | Centro Democratico               | 12 384  | 4,44  | – |  |  |  |  |  |
|                               | Totale coalizione                | 102 292 | 36,66 | 4 |  |  |  |  |  |
|                               | Il Popolo della Libertà          | 54 783  | 19,64 | 1 |  |  |  |  |  |
|                               | Fratelli d'Italia                | 6 451   | 2,31  | – |  |  |  |  |  |
|                               | Grande Sud                       | 3 550   | 1,27  | – |  |  |  |  |  |
|                               | La Destra                        | 3 021   | 1,08  | – |  |  |  |  |  |
|                               | Moderati in Rivoluzione          | 1 452   | 0,52  | – |  |  |  |  |  |
|                               | Intesa Popolare                  | 1 037   | 0,37  | – |  |  |  |  |  |
|                               | Lega Nord                        | 361     | 0,13  | – |  |  |  |  |  |
|                               | Totale coalizione                | 70 655  | 25,32 | 1 |  |  |  |  |  |
|                               | Movimento 5 Stelle               | 63 842  | 22,88 | 1 |  |  |  |  |  |
|                               | Con Monti per l'Italia           | 23 284  | 8,35  | 1 |  |  |  |  |  |
|                               | Popolari Uniti                   | 6 584   | 2,36  | – |  |  |  |  |  |
|                               | Rivoluzione Civile               | 4 960   | 1,78  | – |  |  |  |  |  |
|                               | Partito Comunista dei Lavoratori | 1 511   | 0,54  | – |  |  |  |  |  |
|                               | Fare per Fermare il Declino      | 1 342   | 0,48  | – |  |  |  |  |  |
|                               | Fiamma Tricolore                 | 1 310   | 0,47  | – |  |  |  |  |  |
|                               | Io Amo l'Italia                  | 1 185   | 0,42  | – |  |  |  |  |  |
|                               | Amnistia Giustizia Libertà       | 1 149   | 0,41  | – |  |  |  |  |  |
|                               | Comunità Lucana                  | 883     | 0,32  | – |  |  |  |  |  |
| Totale                        | Totale                           | 278 997 | 100   | 7 |  |  |  |  |  |
|                               |                                  |         |       |   |  |  |  |  |  |
| Voti non validi               | Voti non validi                  | 18 913  | 6,35  |   |  |  |  |  |  |
| Votanti                       | Votanti                          | 297 910 | 69,27 |   |  |  |  |  |  |
| Elettori                      | Elettori                         | 430 066 |       |   |  |  |  |  |  |
|                               |                                  |         |       |   |  |  |  |  |  |
| Fonte: Ministero dell'interno |                                  |         |       |   |  |  |  |  |  |

#### Eletti
| Partito Democratico                                      | Il Popolo della Libertà                 | Movimento 5 Stelle        | Con Monti per l'Italia                           | Sinistra Ecologia Libertà |
| -------------------------------------------------------- | --------------------------------------- | ------------------------- | ------------------------------------------------ | ------------------------- |
|                                                          |                                         |                           |                                                  |                           |
| - Emma Fattorini - Filippo Bubbico - Salvatore Margiotta | - → Silvio Berlusconi - Guido Viceconte | - Vito Rosario Petrocelli | - → Pier Ferdinando Casini - Salvatore Di Maggio | - Giovanni Barozzino      |

1. ↑  Opta per la circoscrizione Molise
2. ↑  Opta per la circoscrizione Campania

## Dal 2017

### Collegi elettorali
Alla circoscrizione sono attribuiti 7 seggi: 1 è assegnato con sistema maggioritario, nell'ambito di un collegio uninominale; 5 mediante sistema proporzionale, all'interno di un unico collegio plurinominale.
In seguito alla riforma costituzionale del 2020 in tema di riduzione del numero dei parlamentari, alla circoscrizione sono attribuiti 3 seggi: 1 assegnato mediante sistema maggioritario e 2 mediante sistema proporzionale.
| Collegi plurinominali | Collegi plurinominali | Collegi uninominali |
| --------------------- | --------------------- | ------------------- |
|                       | Basilicata - 01       | - 01 - Potenza      |

### XVIII legislatura

#### Risultati
|                               | Movimento 5 Stelle                   | 123 118 | 43,00 | 3 | 123 118 | 43,00 | 1 |  |  |
|                               | Forza Italia                         | 36 226  | 12,65 | 1 | 74 528  | 26,03 | – |  |  |
|                               | Lega                                 | 20 591  | 7,19  | 1 | 74 528  | 26,03 | – |  |  |
|                               | Fratelli d'Italia                    | 10 628  | 3,71  | – | 74 528  | 26,03 | – |  |  |
|                               | Noi con l'Italia – UDC               | 7 083   | 2,47  | – | 74 528  | 26,03 | – |  |  |
|                               | Partito Democratico                  | 49 462  | 17,28 | 1 | 61 203  | 21,38 | – |  |  |
|                               | Civica Popolare                      | 4 162   | 1,45  | – | 61 203  | 21,38 | – |  |  |
|                               | +Europa                              | 3 931   | 1,37  | – | 61 203  | 21,38 | – |  |  |
|                               | Italia Europa Insieme                | 3 648   | 1,27  | – | 61 203  | 21,38 | – |  |  |
|                               | Liberi e Uguali                      | 16 305  | 5,69  | – | 16 305  | 5,69  | – |  |  |
|                               | Potere al Popolo!                    | 3 554   | 1,24  | – | 3 554   | 1,24  | – |  |  |
|                               | Il Popolo della Famiglia             | 1 831   | 0,64  | – | 1 831   | 0,64  | – |  |  |
|                               | CasaPound                            | 1 674   | 0,58  | – | 1 674   | 0,58  | – |  |  |
|                               | Partito Comunista                    | 1 520   | 0,53  | – | 1 520   | 0,53  | – |  |  |
|                               | Stato Moderno Solidale               | 1 384   | 0,48  | – | 1 384   | 0,48  | – |  |  |
|                               | Lista del Popolo per la Costituzione | 1 192   | 0,42  | – | 1 192   | 0,42  | – |  |  |
| Totale                        | Totale                               | 286 309 | 100   | 6 | 286 309 | 100   | 1 |  |  |
|                               |                                      |         |       |   |         |       |   |  |  |
| Schede bianche                | Schede bianche                       | 5 222   | 1,74  |   |         |       |   |  |  |
| Schede nulle                  | Schede nulle                         | 9 417   | 3,13  |   |         |       |   |  |  |
| Votanti                       | Votanti                              | 300 948 | 71,11 |   |         |       |   |  |  |
| Elettori                      | Elettori                             | 423 233 |       |   |         |       |   |  |  |
|                               |                                      |         |       |   |         |       |   |  |  |
| Fonte: Ministero dell'interno |                                      |         |       |   |         |       |   |  |  |

#### Eletti

##### Eletti maggioritario
Eletti nel Movimento 5 Stelle
| Collegio uninominale | Eletto | Eletto           | Partito |
| -------------------- | ------ | ---------------- | ------- |
| 1. Potenza           |        | Saverio De Bonis | M5S     |

1. ↑  In data 04.01.2019 aderisce al gruppo misto, non iscritti; in data 30.12.2020 alla componente «MAIE-Italia 23»; in data 26.01.2021 a Europeisti-MAIE-Centro Democratico; in data 30.03.2021 torna nel gruppo misto, non iscritti; in data 19.01.2022 aderisce a Forza Italia Berlusconi Presidente-UDC.

##### Eletti proporzionale
| Collegio plurinominale | M5S                                                            | Partito Democratico   | Forza Italia           | Lega            |
| ---------------------- | -------------------------------------------------------------- | --------------------- | ---------------------- | --------------- |
| Collegio plurinominale |                                                                |                       |                        |                 |
| 1. Basilicata - 01     | - Vito Rosario Petrocelli - Agnese Gallicchio - Arnaldo Lomuti | - Salvatore Margiotta | - Rocco Giuseppe Moles | - Pasquale Pepe |

1. ↑  In data 18.05.2022 aderisce al gruppo Uniti per la Costituzione-C.A.L. (Costituzione, Ambiente, Lavoro).

### XIX legislatura

#### Risultati elettorali
|                               | Fratelli d'Italia                                       | 46 716  | 19,10 | 1 | 88 277  | 36,10 | 1 |  |  |
|                               | Forza Italia                                            | 21 983  | 8,99  | – | 88 277  | 36,10 | 1 |  |  |
|                               | Lega per Salvini Premier                                | 17 471  | 7,14  | – | 88 277  | 36,10 | 1 |  |  |
|                               | Noi Moderati                                            | 2 107   | 0,86  | – | 88 277  | 36,10 | 1 |  |  |
|                               | Movimento 5 Stelle                                      | 59 560  | 24,36 | 1 | 59 560  | 24,36 | – |  |  |
|                               | Partito Democratico - Italia Democratica e Progressista | 39 557  | 16,18 | – | 53 267  | 21,78 | – |  |  |
|                               | Alleanza Verdi e Sinistra                               | 6 725   | 2,75  | – | 53 267  | 21,78 | – |  |  |
|                               | +Europa                                                 | 4 905   | 2,01  | – | 53 267  | 21,78 | – |  |  |
|                               | Impegno Civico – Centro Democratico                     | 2 080   | 0,85  | – | 53 267  | 21,78 | – |  |  |
|                               | Azione - Italia Viva                                    | 30 006  | 12,27 | – | 30 006  | 12,27 | – |  |  |
|                               | Unione Popolare                                         | 3 856   | 1,58  | – | 3 856   | 1,58  | – |  |  |
|                               | Italexit                                                | 3 557   | 1,45  | – | 3 557   | 1,45  | – |  |  |
|                               | Italia Sovrana e Popolare                               | 2 855   | 1,17  | – | 2 855   | 1,17  | – |  |  |
|                               | Partito Comunista Italiano                              | 2 290   | 0,94  | – | 2 290   | 0,94  | – |  |  |
|                               | Noi di Centro – Europeisti                              | 880     | 0,36  | – | 880     | 0,36  | – |  |  |
| Totale                        | Totale                                                  | 244 548 | 100   | 2 | 244 548 | 100   | 1 |  |  |
|                               |                                                         |         |       |   |         |       |   |  |  |
| Voti non validi               | Voti non validi                                         | 17 973  | 6,85  |   |         |       |   |  |  |
| Votanti                       | Votanti                                                 | 262 521 | 58,77 |   |         |       |   |  |  |
| Elettori                      | Elettori                                                | 446 685 |       |   |         |       |   |  |  |
|                               |                                                         |         |       |   |         |       |   |  |  |
| Data: 25 settembre 2022       |                                                         |         |       |   |         |       |   |  |  |
| Fonte: Ministero dell'interno |                                                         |         |       |   |         |       |   |  |  |

#### Eletti

##### Eletti nei collegi uninominali
Eletti nella coalizione di centro-destra (FdI - LSP - FI - NM)
| Collegio uninominale | Eletto | Eletto                             | Partito |
| -------------------- | ------ | ---------------------------------- | ------- |
| 01 - Potenza         |        | Maria Elisabetta Alberti Casellati | FI      |

##### Eletti nei collegi plurinominali
| Collegio plurinominale | Fratelli d'Italia | Movimento 5 Stelle |
| ---------------------- | ----------------- | ------------------ |
| Collegio plurinominale |                   |                    |
| 1. Basilicata - 01     | - Gianni Rosa     | - Mario Turco      |